# 24P/Schaumasse
24P/Schaumasse, komet Jupiterove obitelji, objekt blizu Zemlji.